# Штангенінструмент

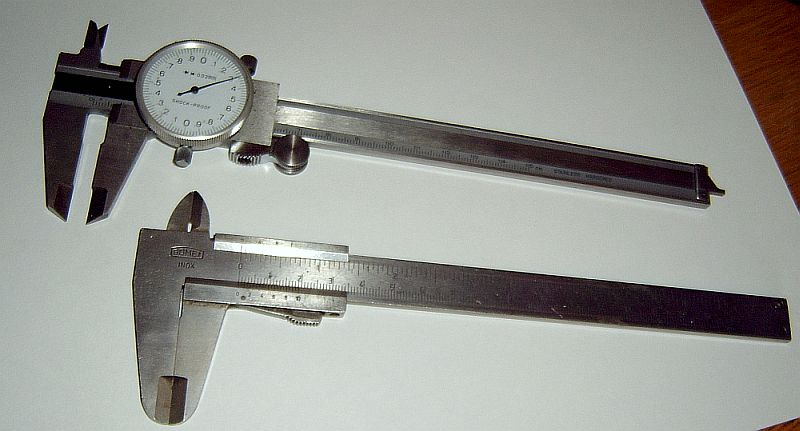
Штангенциркулі

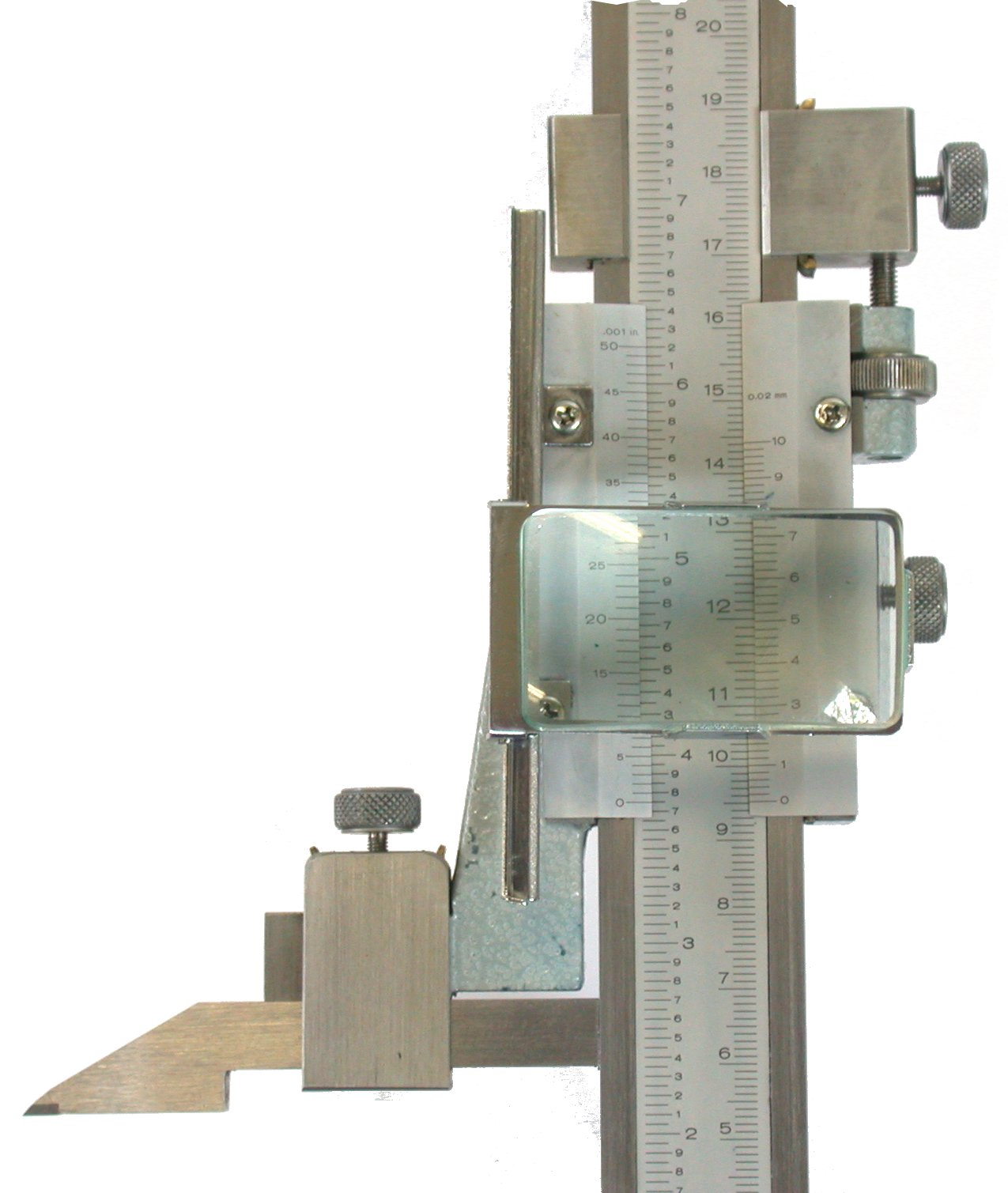
Штангенрейсмас

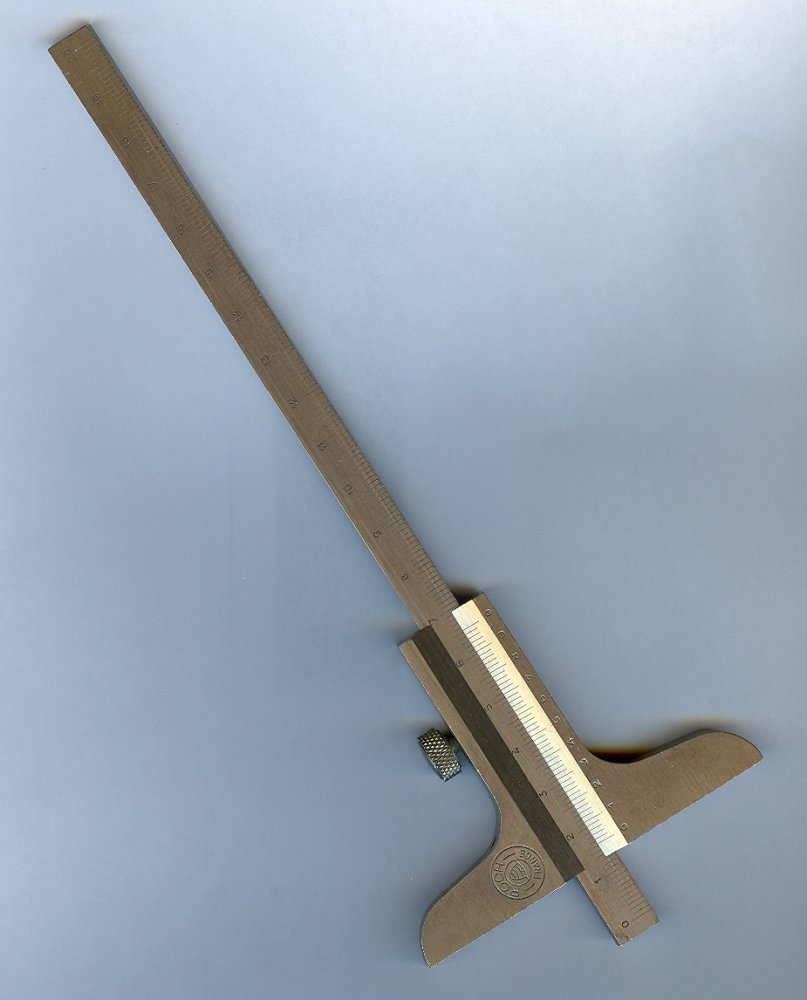
Штангенглибиномір

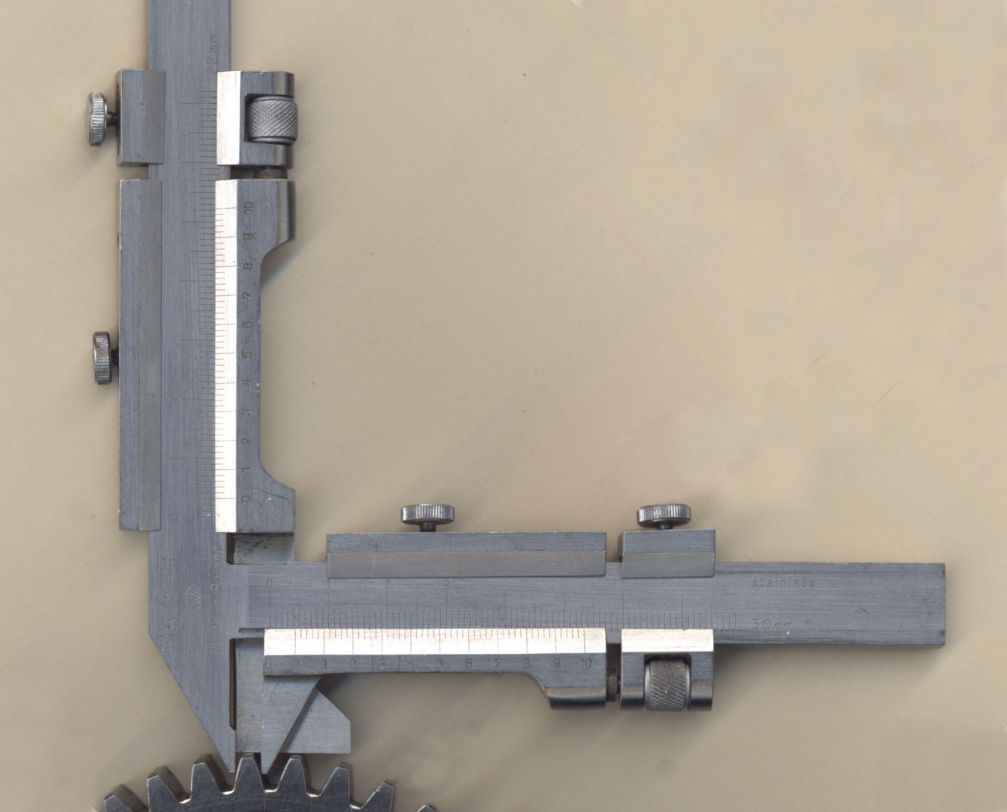
Штангензубомір

Штангенінструме́нт (від нім. Stange — «стержень, прут» та лат. instrumentum — «знаряддя») — узагальнена назва засобів і приладів вимірювання та розмічання зовнішніх (вали), внутрішніх (отвори) і змішаних (глибина, висота) розмірів.

## Загальний опис
Штангеніструмент складається з двох вимірювальних губок, між робочими поверхнями яких встановлюється розмір. Одна з цих губок (базова) становить єдине ціле з лінійкою (штангою), а інша — сполучена з рухомою відносно лінійки рамкою. На лінійці наносяться через 1 мм поділки, на рамці зазвичай встановлюється засіб зчитування вимірювальної інформації (ноніус, індикатор, електронно-цифрова шкала тощо).
З метою підвищення надійності штангенінструмент виготовляється з матеріалів з високою зносостійкістю, що не піддаються корозії, для чого використовуються загартовані сталі, хромування і армування робочих поверхонь твердим сплавом.
Штангенінструмент з ноніусом може здійснювати виміри з точністю до 0,1 мм (ноніус 9 чи 19 мм), 0,05 мм (ноніус 19 чи 39 мм), 0,02 (ноніус 49 мм). Випускаються також штангенінструменти індикатором годинникового типу або електронне цифрове табло з точністю індикації до 0,01 мм. Однак похибка вимірювання з використанням штангенінструменту є більшою, ніж роздільна здатність шкали і суттєво залежить від виду вимірювання, величини розміру, який вимірюється, точністю встановлення інструменту та ступеня його зносу. 

## Види штангенінструменту
- Штангенциркуль — універсальний інструмент, що призначений для вимірювань з підвищеною точністю: зовнішніх та внутрішніх розмірів деталей та інших виробів, а також глибин отворів та висот виступів.
- Штангенрейсмас — вимірювальний штангенінструмент, встановлений на підставці і застосовується для розмічання деталей, вимірювання висоти та розташування поверхонь корпусних деталей у площині, перпендикулярній до площини підставки.
- Штангенглибиномір — штангенінструмент для вимірювання глибин отворів, пазів, висоти уступів тощо.
- Штангензубомір — штангенінструмент, що призначений для вимірювання товщини зубів зубчастих коліс.